# Pietro Mennea
Pietro Mennea (Barletta, 28 de junio de 1952 - Roma, 21 de marzo de 2013) fue un atleta italiano especialista en pruebas de velocidad (100 m y 200 m). Logró la medalla de oro en la prueba de los 200 m en los Juegos Olímpicos de Moscú 1980. 

## Carrera profesional
Pietro Mennea comenzó su carrera deportiva profesional como integrante del equipo italiano de 4×100 que logró la medalla de bronce en los Campeonatos de Europa de 1971. Su debut olímpico se produjo un año después en los Juegos olímpicos de Múnich. En la ciudad alemana logró la medalla de bronce en la prueba de los 200 m, tras su ídolo el soviético Valery Borzov y el estadounidense Larry Black. En 1974 se produjo la consagración de Pietro en la élite del atletismo mundial al lograr el campeonato de Europa en los 200 m y el subcampeonato en 100 m y 4×100. En 1975 continuó con sus éxitos, con victorias en la Universiada de Roma y en los Juegos Mediterráneos, pero la temporada siguiente comenzó con resultados mediocres que le hicieron tomar la decisión de no acudir a los Juegos de Montreal. 
Finalmente la presión popular le obligó a acudir a los Juegos, y en la ciudad canadiense logró el 4.º puesto en la final de 200 m y el mismo en el relevo de 4×100. En 1979, durante la celebración de la Universiada de la Cd. de México, Pietro logró el récord del mundo de los 200 m (19,72) este récord duraría 17 años hasta ser batido en 1996 por el estadounidense Michael Johnson. Con estas credenciales se presentó Pietro a los Juegos Olímpicos de Moscú 1980, allí logró por fin el título olímpico de los 200 m. Tras el bronce en el Campeonato del Mundo Helsinki 83 Mennea decidió retirarse del atletismo profesional, aunque todavía volvería en dos ocasiones: la primera para lograr el 7.º puesto en la final de 200 m de los Juegos Olímpicos de Los Ángeles 1984 y la segunda para participar en los Juegos Olímpicos de Seúl 1988 donde no superó las series clasificatorias. En 1999 fue elegido eurodiputado hasta 2004.
Falleció el 21 de marzo de 2013 en el hospital de Roma como resultado de una batalla contra una larga enfermedad incurable.

## Palmarés
| - Juegos Olímpicos de Múnich 1972: 200 m - Juegos Olímpicos de Moscú 1980: 200 m - Juegos Olímpicos de Moscú 1980: 4 × 400 m - Campeonato del Mundo Helsinki 83: 4×100 - Campeonato del Mundo Helsinki 83: 200 m - Campeonato de Europa Helsinki 71: 4 × 100 m - Campeonato de Europa Roma 74: 200 m - Campeonato de Europa Roma 74: 100 m - Campeonato de Europa Roma 74: 4 × 100 m - Campeonato Europeo de Atletismo de 1978: 100 m - Campeonato Europeo de Atletismo de 1978: 200 m - Universiada de 1973: 200 m - Universiada de 1973: 100 m - Universiada de 1973: 4 × 100 m - Universiada Roma 75: 100 m - Universiada Roma 75: 200 m - Universiada México 79: 200 m - Universiada México 79: 4×100 | - Esmirna 71: 200 m - Esmirna 71: 4×100 - Argel 75: 100 m - Argel 75: 200 m - Argel 75: 4×100 - Split 79: 100 - Split 79: 4×100 - Casablanca 83: 4×100 - Casablanca 83: 200 m - 3 veces Campeón de los 100 m (1974,1978,1980) - 10 veces Campeón de los 200 m (1971-1974,1976-1980,1983-1984) - 1 vez Campeón de los 4×100 (1974) - 1 vez Campeón de los 4×200 (1974) - Campeón de Europa en Pista Cubierta en 400 m (1978) - Campeón de los Mundiales Militares en 200 m (1973) - 3 Victorias en la Copa de Europa de Atletismo - 1 Victoria en la Copa del Mundo de Atletismo (1977) |

## Marcas personales
- 100 m: 10,01
- 200 m: 19,72